# 吉田正和
吉田 正和（よしだ　まさかず、1973年（昭和48年）9月10日 - ）は、日本の陶芸家。2006年より朝日焼に従事し、十五世松林豊斎に師事。京都府出身。

## 概要
2019年（令和元年）- ）に兵庫県芦屋市にある旧芦屋市営宮塚町住宅にて陶芸家として独立、yoshida pottery（ヨシダポタリ）を立ち上げる。国の登録有形文化財に登録された旧市営住宅をスタジオとして利用し、製作。テーマは「うつくし器 -utsukushiki-」